# جمال عبد الناصر (فلم)
جمال عبد الناصر فيلم مصري انتج عام 1998، من تأليف وإخراج أنور قوادري. يوثق الفيلم حياة الرئيس المصري الراحل جمال عبد الناصر وما حفلت بها فترة حكمه من أحداث كبيرة، وهو من الأفلام الطويلة. الفيلم بطولة خالد الصاوي وهشام سليم وطلعت زين وعمرو عبد الجليل وعبلة كامل.

## الممثلين
| - خالد الصاوي: جمال عبد الناصر - هشام سليم: عبد الحكيم عامر - بسام رجب: الملك فاروق الأول - عمرو عبد الجليل: زكريا محيي الدين - طلعت زين: أنور السادات - أمل إبراهيم: زوجة عم جمال عبد الناصر - عبلة كامل: تحية كاظم زوجة جمال عبد الناصر - رياض الخولي: عبد اللطيف البغدادي - جميل راتب: محمد نجيب - خالد صالح: صلاح نصر - غادة عبد الرازق: برلنتي عبد الحميد - سامي مغاوري: شمس بدران وزير الحربية - محمود عبد الغفار: الفريق فوزي | - كريم عادل:حسن - كيت هاردي: عسكري إنجليزي - بريان جونز: عسكري إنجليزي - الويز قوادري: عسكري إنجليزي - عزت بدران: سكرتير الحربية - عزت المشد: مدير الخدمة الحربية - جون اتيربوري:أنطوني إيدن - بيتر بيريل:ديفيد بن غوريون - ألفريد كمال: سكرتير الملك - عبد الجواد متولي: القائم مقام - أيمن أبو زيد: عبد الحميد - يحيي زكريا: خالد محيي الدين | - انتوني هوليس: كوهين - خالد طلعت: صلاح سالم - عادل الميهي: جمال سالم - أسامة الصيرفي: يوسف صديق - أنسي المصري: أحمد نجيب الهلالي باشا - محمد مندور: وزير الداخلية - محمد رفيق: حسين الشافعي - عطا الغمراوي: العمدة - حمدي حفني: القاتل - أريك ساندرز:ستيفن - ستيوارت رينر: موشى ديان - جورجيا هيل:ليتل إيدن | - محمد توفيق: محمود يونس - محمد أشرف: طفل - أحمد بدير: والد الطفل - وليد قوتلي: شكري القوتلي - أيمن شلبي: الدكتور فوزي - محمد صلاح: الطبيب - حمدي إسماعيل: المصور التلفزيوني - إبراهيم الصلال: الأمير الشيخ صباح السالم أمير الكويت - بشار إسماعيل: ياسر عرفات - نضال سليمان: الملك الحسين بن طلال ملك الأردن - معين إبراهيم:سامي - سمر سامي: غادة |